# Stefan Verhoeff
Stefan Verhoeff, né le 8 mars 1999 à Groot-Ammers, est un coureur cycliste néerlandais.

## Biographie
Stefan Veroheff est originaire de Groot-Ammers, en Hollande-Méridionale. Dans les catégories de jeunes, il est d'abord formé au GRC Jan van Arckel. Il porte ensuite les couleurs du RWC Ahoy de Rotterdam chez les juniors. Lors de cette période, il se classe notamment neuvième de Menin-Kemmel-Menin en 2017. Il termine par ailleurs vingt-sixième d'une édition du Tour des Flandres juniors,. 
Au printemps 2023, il intègre l'Universe Cycling Team, une équipe continentale néerlandaise. Cette structure bénéficie d'un programme international, qui ne se limite pas aux compétitions européennes. Sous ses nouvelles couleurs, il finit deuxième d'une étape du Tour de Catamarca, affilié à l'UCI America Tour. Il obtient aussi deux tops dix sur des étapes du Tour of the Gila. En Afrique, il prend la septième place d'une course marocaine. Il se distingue également sur le Tour de Salalah en terminant troisième d'une étape et dixième du classement général. 
En 2024, il se classe troisième d'une étape du Tour de Beauce et quatrième d'une étape de Belgrade-Banja Luka. Il s'impose ensuite sur le Tour du Sahel en janvier 2025. C'est sa première victoire acquise sur une épreuve inscrite au calendrier de l'UCI.

## Palmarès et résultats

### Palmarès par année
- 2025
  - Classement général du Tour du Sahel

### Classements mondiaux
| Année                                 | 2023  | 2024  |
| ------------------------------------- | ----- | ----- |
| Classement mondial                    | 2082e | 3210e |
| UCI Europe Tour                       | 1310e | 1789e |
|                                       |       |       |
| Légende : nc = non classéSource : UCI |       |       |